# Забайкалка
«Забайкалка» — жіночий волейбольний клуб із міста Чита, Росія. Створений у 1950-их роках році під назвою «Чайка». Сучасна назва з 1961 року. Чотириразовий володар Кубка СРСР серед команд Сибіру й Далекого Сходу: 1982, 1986, 1987, 1990. Фіналіст Кубка Росії 1996 і 2002 (восьме місце).
У чемпіонатах Росії в 1990-х і 2000-х виступала в другому дивізіоні (перша ліга, вища ліга «А»), а за підсумками сезону 2010/11 опустилася в третій дивізіон (вища ліга «Б»).
Найвище місце в чемпіонатах Росії: 4-е місце вищої ліги «А» (10-е загалом у Росії), 6-е місце групи «Б» Суперліги (10-е загалом у Росії).

## Відомі гравці
- Булгакова Олена Станіславівна

## Світовий антирекорд
13 жовтня 2009 в Улан-Уде в матчі чемпіонату Росії вищої ліги «А» між командами «Хара Морін» і «Забайкалка» вперше в історії світового професіонального волейболу зафіксовано перемогу в партії з рахунком 25:0. Загальний рахунок гри — 3:0 (25:12, 25:0, 25:16).